# Jesús Alviz
Jesús Alviz Arroyo (Acebo –Cáceres–, 1946-Cáceres, 9 de noviembre de 1998) fue un novelista y dramaturgo español encuadrable inicialmente dentro del nutrido grupo de autores extremeños surgido en torno a 1975, cuyo objetivo primordial fue la incorporación de la literatura regional del último cuarto del siglo XX a las vanguardias literarias de la época.
Entre otras, publicó las novelas Luego, ahora háblame de China (1977), He amado a Wagner (1978), El frinosomo vino a Babel (1979), Calle Urano (1981), Trébedes (1982), Concierto de ocarina (1986), Española dicen que es (1992), etc.
En cuanto a su producción escénica, cabe destacar las obras Un solo son en la danza (1982, accésit del Premio Nacional de Teatro Calderón de la Barca), El crimen de Don Benito (1986), Wallada (1990, Premio Autores de Teatro de la Comunidad de Madrid), la Trilogía Light (1990, integrada por los títulos ¡Qué más da!, El futuro no existe y ¡Pasen y vean!) o sus versiones de Los siete contra Tebas (1992, Esquilo). y La caja de Pandora (1993, Frank Wedekind).
Para Pecellín Lancharro, se trató del «novelista extremeño más innovador, revulsivo, iconoclasta, vocacional y valioso de las últimas décadas».
En parecidos términos se expresa el profesor Víctor Viola:

[Jesús Alviz (Acebo, 1946) fue un] novelista innovador e iconoclasta, dueño de un mundo barroco, desenfadado y anarquizante, impulsado por una disidencia cardinal y un talante libertario tanto en el terreno ideológico como en el formal. Contemplada con una perspectiva histórica, su producción fue el mayor ataque de demolición a la estructura de la novela tradicional, y lo fue ya desde el primer título, una autoedición, Luego, ahora háblame de China (1977), a la que siguieron He amado a Wagner (1978), El frinosomo vino a Babel (1979), Calle Urano (1981), Trébedes (1982), Concierto de ocarina (1986) y Española dicen que es (1992).

## Obras destacadas

### Novela

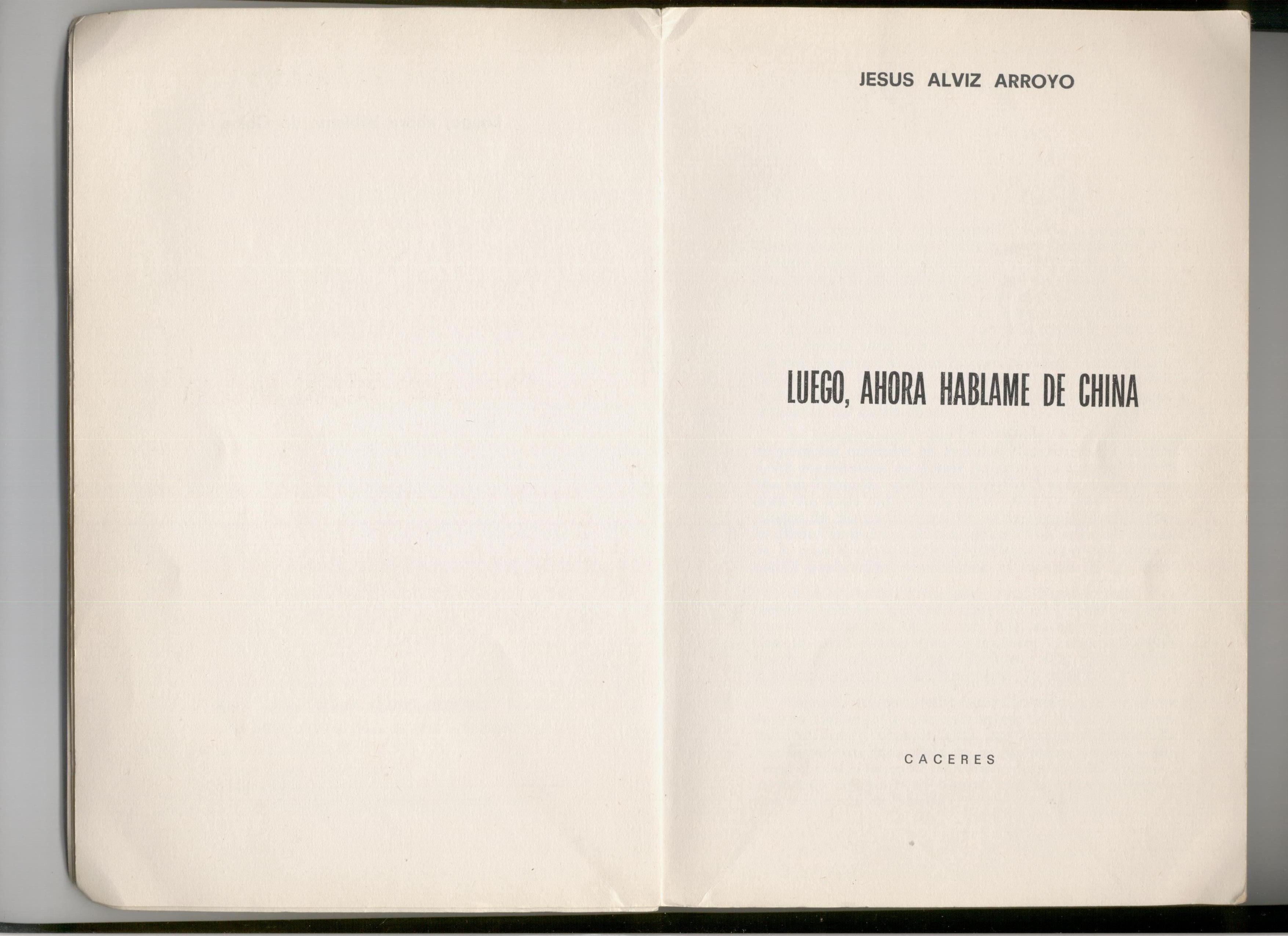
Luego, ahora háblame de China. 1977.

- Luego, ahora háblame de China. Cáceres: El autor. 1977.
- He amado a Wagner. Cáceres: El autor. 1978.
- El frinosomo vino a Babel. Badajoz: Universitas Editorial. 1979.
- Calle Urano. Madrid: Edic. Nuevo Sendero. 1981.
- Trébedes. Madrid: Libertarias. 1982.
- Concierto de ocarina. Madrid: Libertarias. 1986.
- Española dicen que es. Madrid: Libertarias. 1992.

### Teatro
- Un solo son en la danza. Badajoz: Universitas Editorial. 1982.
- Inés María Calderón, virgen y martir, ¿santa? Mérida: Editora Regional de Extremadura. 1985.
- ¡Qué más da!. Mérida: Editora Regional de Extremadura. 1989.
- El futuro no existe. Mérida: Editora Regional de Extremadura. 1990.
- ¡Pasen y vean!. Mérida: Editora Regional de Extremadura. 1990.
- Wallada. Comunidad de Madrid, Centro de Estudios y Actividades Culturales. 1991.
- Los siete contra Tebas. Madrid: Clásicas. 1992.

### Ediciones póstumas
- El fuego lento del hinojo. Badajoz: Del Oeste Ediciones. 2000.

### Hemerografía
- Clemente Simón, Jeremías (11 nov. 1998). «Jesús Alviz, escritor». El País. Necrológicas (Madrid). Edición digital.
- Galindo, Carlos (2 may. 1993). «La escena al día». ABC. Espectáculos (Madrid): 121.
- López Sancho, Lorenzo (22 feb. 1986). «"El crimen de Don Benito", melodramón extremeño». ABC. Crítica de teatro (Madrid): 70.
- REDACCIÓN (29 ago. 1992). «El municipio conmemora el levantamiento de 1808 contra el francés José Bonaparte». ABC. Región (Madrid): 51.
- Rozas Bravo, José Luis (ene.-abr. 1995). «Aproximación a la narrativa de Jesús Alviz». Revista de Estudios Extremeños (Badajoz: Servicios Culturales de la Excma. Diputación Provincial). LI (I): 231-238. ISSN 0210-2854.
- V. G. M. (23 ene. 1974). «El II Premio Cáceres de Novela Corta». ABC. Vida cultural (Madrid): 53-54.
- Viola, Simón (oct. 2008). «La narrativa extremeña en las últimas décadas (1982-2005)». Alborayque (Badajoz: Biblioteca de Extremadura) (2): 41-88. ISSN 1887-9071.